# Arizelocichla fusciceps
Espèce
Synonymes
- Andropadus fusciceps (désuet)

Arizelocichla fusciceps est une espèce de passereaux de la famille des Pycnonotidae.

## Répartition
Cet oiseau est endémique de l'afromontane orientale.

## Systématique
Il est considéré par certaines autorités taxinomiques comme une sous-espèce d'Arizelocichla nigriceps.